# Diplodiscus microlepis
Diplodiscus microlepis är en malvaväxtart som beskrevs av André Joseph Guillaume Henri Kostermans. Diplodiscus microlepis ingår i släktet Diplodiscus och familjen malvaväxter. Inga underarter finns listade i Catalogue of Life.